# Pansarbil m/39
El Pansarbil m/39 o Lynx fue un automóvil blindado 4x4 diseñado en Suecia por la firma AB Landsverk en 1937, Fue exportado para uso del Ejército danés y más tarde sirvió en el ejército sueco.

## Historia, desarrollo y diseño
La compañía sueca AB Landsverk comenzó de forma privada el desarrollo del automóvil blindado pesado 4x4 Lynx en 1937, después de la decepcionante experiencia con los vehículos blindados de tres ejes Landsverk L-180/L-181/L-182. Las capacidades todoterreno, maniobrabilidad y velocidad y fueron mejoradas en comparación con estos anteriores vehículos. Se instaló un sistema de doble conducción (delantera y trasera); este sistema, en aquel entonces ya era considerado obsoleto ya que requería una complicada caja de cambios y añadía una excesiva tensión adicional en la transmisión. Sin embargo, poder cambiar rápidamente de dirección todavía se veía como una ventaja para solventar los problemas que representaban las carreteras y calles angostas. Aunque el modelo fue ofrecido al ejército sueco, no atrajo mucho interés, por lo que AB Landsverk lo envió para competir en pruebas comparativas con el Alvis-Straussler AC3 británico en Dinamarca, resultando elegido, por lo que el ejército danés realizó una orden para 18 vehículos. El primer prototipo estuvo listo en enero de 1938, y los primeros tres vehículos de exportación fueron enviados en abril de 1938. En Dinamarca, estos vehículos blindados recibieron la designación PV M39
Cuando el ejército alemán invadió Dinamarca, se estaban esperando otro envío de 15 vehículos. Sin embargo, las autoridades suecas cancelaron la operación y requisaron las máquinas, que entraron en servicio con el ejército sueco como Pansarbil m/39. Por otra parte, se ordenaron treinta vehículos más, en dos lotes. El segundo lote, designado Pansarbil m/40, ya que Landsverk no tenía la capacidad suficiente para cumplimentar el pedido, fue construido por la compañía AB Volvo .

### Pansarbil m/39
El Pansarbil m / 39 se caracterizaba por un cuerpo bajo, aunque la distancia al suelo era suficiente para las carreteras y el terreno suecos. El blindaje del casco de acero fabricado por Avesta Jernverk laminado soldado era relativamente delgado, con un grosor máximo de 13 mm en el frente, estaba bien distribuido e inclinado. La tripulación de seis miembros incluía el conductor delantero y el artillero, el conductor trasero y el artillero trasero. El vehículo era simétrico y se podía conducir de cualquier manera con las mismas prestaciones. El motor de gasolina Scania-Vabis de 140 hp estaba en la sección central en el lado izquierdo del casco asistido por una caja de cambios de 4 velocidades, hacia adelante y hacia atrás. La torreta estándar derivada de la del Landsverk L-60 (m/38), había sido modificada para la instalación de equipos de radio para el ejército danés. Estaba ubicada en el centro del casco, operado por el comandante y artillero. Los m/39 daneses estaban armados con un Cañón automático Madsen 20 mm, dos ametralladoras ligeras Madsen de 8 mm en la parte delantera y trasera del vehículo y una tercera Madsen coaxial al arma principal.

### Pansarbil m/40

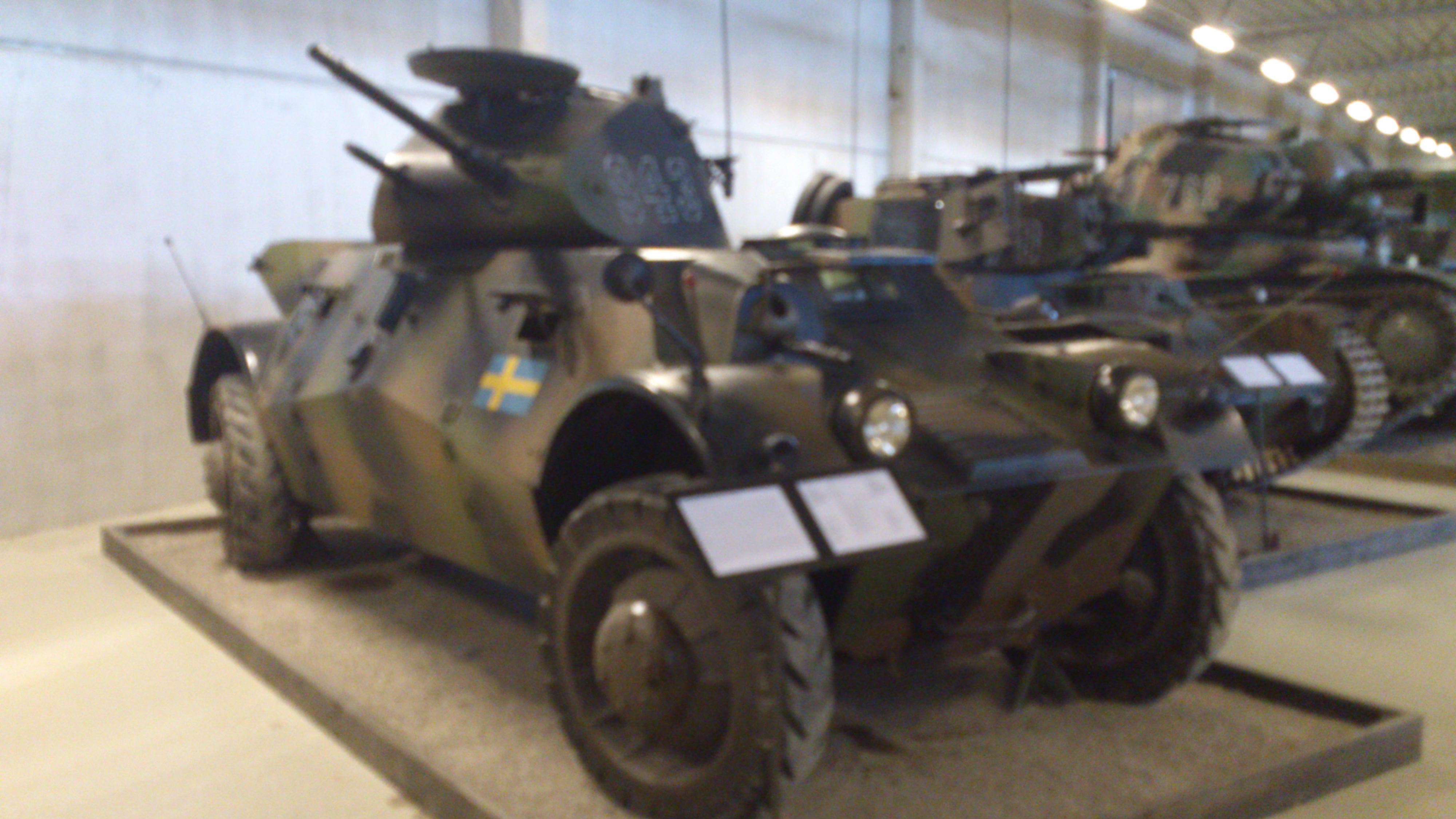
El Pansarbil m/40 del Försvarsfordonsmuseet Arsenalen de Strängnäs.

Los Pansarbil m/40 suecos eran externamente idénticos pero recibieron cañones automáticos Bofors M/40 de 20 mm como armamento principal. Este cañón automático era el mismo utilizado por la serie de tanques ligeros L-60 y los tanques húngaros 38M Toldi; esta arma era capaz de  destruir la mayoría de los vehículos blindados y tanques ligeros contemporáneos. La otra gran diferencia consistió en su motor de gasolina Volvo, con una potencia de 145 hp, pero muy similar en apariencia y peso al motor Scania.
En 1956, 13 m/39 fueron vendidos a la República Dominicana.

## Historia operacional
Los primeros tres de los dieciocho m/39 daneses solicitados se entregaron en abril de 1938 y se les había instalado el armamento, justo antes del comienzo de la guerra. Se formaron dos escuadrones de vehículos blindados con estos vehículos (BAE), unidos a dos regimientos de caballería. El Garderhusarregimentet (Regimiento del Húsares de la Guardia) estaba basado en Næstved, mientras que el Jydske Dragonregiment (Regimiento de Dragones de Jutlandia) estaba estacionado en Randers. El principal vehículo blindado en servicio con estas unidades era el Landsverk L-180, pero carecía del rendimiento del Lynx. En la mañana del 9 de abril de 1940, el ejército alemán invadió Dinamarca y ocupó todo el país. Un lote adicional de 15 vehículos (orden firmada en diciembre de 1938) todavía estaba esperando su entrega debido a la falta de fondos (125 000 coronas danesas por unidad). Cuando estalló la guerra, el gobierno sueco decidió confiscarlos.
En Suecia, los Pansarbil m/40 permanecieron en servicio entre 1941-1943, cuando fueron almacenados como reserva. Distribuidos entre las unidades de reconocimiento y participando en ejercicios regulares, este vehículo fue muy apreciado por su confiabilidad, potencia de fuego, avanzado equipo de comunicaciones y alta velocidad. La mayoría (tanto m/40 como m/39) fueron desmantelados en 1958. Trece vehículos fueron vendidos en 1956 a la República Dominicana en donde operaron durante mucho tiempo y, posiblemente tomaron parte activa en la represión de la revolución de 1965 y la consiguiente Guerra civil dominicana.

## Vehículos blindados de similares características, uso y época
- Lanchester 6×4
- Škoda PA-III
- Automóvil blindado M1
- Schwerer Panzerspähwagen
- Steyr ADGZ
- Automóvil blindado Wilton-Fijenoord

- Anexo:Vehículos blindados de combate de la Segunda Guerra Mundial

## Usuarios
- Dinamarca
- República Dominicana
- Suecia